# Irina Drăghici
Irina Covaliu-Drăghici (ur. 22 września 1974 w Braszowie) – rumuńska szablistka, srebrna medalistka mistrzostw świata.
Podczas mistrzostw świata w Nîmes w 2001 roku Rumunki w składzie: Andreea Pelei, Cătălina Gheorghițoaia i Irina Drăghici zdobyły srebrny medal w zawodach drużynowych. Była też między innymi czwarta w tej samej konkurencji na mistrzostwach świata w Lizbonie (2002), mistrzostwach świata w Hawanie (2003) i mistrzostwach świata w Nowym Jorku (2004).
Ponadto zdobyła srebro drużynowo na mistrzostwach Europy w Kopenhadze w 2004 roku.
Nigdy nie wzięła udziału w igrzyskach olimpijskich.